# Bajazzo (Band)
Bajazzo ist eine Berliner Jazzrock-Band, die 1978 in Ost-Berlin gegründet wurde. Der Name wurde gewählt, weil „Bajazzo“ die Buchstabenfolge „jazz“ enthält. „Bajazzo“ ist auch der Name einer italienischen Clownsfigur.

## Bandgeschichte
Die Band wurde von Jürgen Heckel (Gitarre), Gerhard Kubach (E-Bass), dem Schlagzeuger Peter Beck und dem Perkussionisten Rolando Garcia als Latin-Jazz-Rock-Formation gegründet. 1980 verließen Beck und Garcia die Band. Für sie kamen der Keyboarder Frank Nicolovius, der Schlagzeuger Jörg Knobloch, Peter Lorenz (Altsaxophon, Querflöte) und Lothar Hartig (Tenor- und Sopransaxophon). 1981 erhielten die Bandmitglieder den Berufsausweis. Lorenz verließ die Band 1982. 1983 wurden einige Instrumentaltitel vom Rundfunk der DDR produziert; für das DDR-Fernsehen wurde ein Konzertmitschnitt produziert.
Im selben Jahr stieß die Sängerin Jacqueline Jacob zur Band. 1984 kam Schlagzeuger Michael Behm (früher unter anderem bei Stern-Combo Meißen und Neue Generation) zur Band und löste Knobloch ab. 1985 kam die Sängerin Pascal von Wroblewsky und löste Jacqueline Jacob ab. Um dieselbe Zeit wurde auch Helmut Forsthoff (Saxophon) Bandmitglied; er hatte zuvor bei Modern Soul Band und SOK gespielt und wurde 1988 von Falk Breitkreuz abgelöst.
1987 spielte die Band beim Plattenlabel Amiga ihre einzige LP ein, Fasten Seat Belts!. 1988 erschien das Album. 1991 verließ von Wroblewsky die Band und Bajazzo spielte fortan nur noch Instrumentaltitel. 2000 bestand die Band neben Heckel, Kubach und Breitkreuz aus Volker Grewe (Keyboard, Vibraphon), Joe Dorff (Keyboard), Peter Michailow (Schlagzeug), Topo Gioia (Perkussion) und Micha Joch (Perkussion). Ab 2001 sang von Wroblewsky wieder bei Bajazzo und ab 2006 spielte Julia Hülsmann Keyboard und Alfredo Hechevarria E-Bass. Viele der Musiker spielten gleichzeitig auch in anderen Projekten. So traten Nicolovius und Jacob auch als Duo auf.
Von 2009 bis 2011 nahm der Gitarrist Jürgen Heckel gemeinsam mit Pascal von Wroblewsky, Peter Michailow und dem Kontrabassisten Pepe Berns das Album Pascal – Seventies Songbook auf.
Seit 2012 ist Bajazzo wieder aktiv. Neu besetzt waren damals Rolf Zielke am Keyboard und Max Hughes am Bass. Seit 2018 ist die Besetzung: Jürgen Heckel (Gitarre, Synthesizer), Falk Breitkreuz (Tenorsaxophon, Sopransaxophon, Bassklarinette), Rolf Zielke (Klavier, Keyboard), Max Hughes (Bass), Topo Gioia (Perkussion) und Christin Neddens (Schlagzeug).

## Diskografie

### Alben
- 1988: Fasten Seat Belts! mit Pascal von Wroblewsky (Amiga)
- 1994: Caminos (Edition Collage/GLM)
- 1999: Harlequin Galaxy (Edition Collage/GLM)
- 2019: Ten Wishes (Eigenvertrieb)
- 2022: Ten Wishes (Raumer Records)[3]

### Stücke auf Kompilationen
- 1983: Monbijou und Latin Waltz auf Kleeblatt No. 8 (Amiga)
- 1988: Brass Dance auf Das Album – Rock Bilanz 1988 (Amiga)